# Wilhelm Brückner

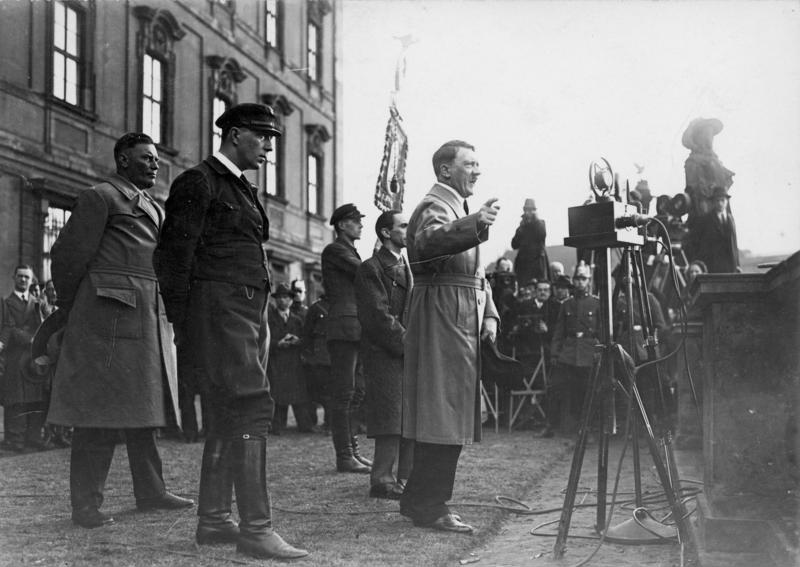
Wilhelm Brückner (en segundo plano a la izquierda), Wolf Heinrich Graf Helldorf (Führer SA), Joseph Goebbels y Adolf Hitler en una alocución en Berlín (1932)

Wilhelm Brückner(Baden-Baden, 11 de diciembre de 1884-Herbsdorf, 18 de agosto de 1954) fue un coronel de brigada de las SA (Oberstgruppenführer SA), coronel del Heer (Ejército Alemán) y general de las SS, uno de los primeros miembros de la llamada "vieja guardia" y Jefe de Ayudantes de Adolf Hitler hasta 1940.

## Biografía
Wilhelm Brückner nació en Baden-Baden, Alemania en 1884, asistió a las Universidades de Estrasburgo, Friburgo de Brisgovia, Heidelberg y Múnich y estudió leyes y economía.
En la Primera Guerra Mundial se unió el ejército del Reichswehr de Baviera y alcanzó el grado de teniente. Finalizada la guerra, adicionalmente se unió al Freikorps EPP y participó en la supresión de la República Soviética de Baviera.
En 1922, se unió al NSDAP y participó activamente en el Putsch de Múnich en 1923. Tras el fracaso del golpe fue encarcelado por un año y medio. Una vez fuera, se alejó un tiempo de las tendencias políticas y como no completó sus estudios universitarios, aprendió el oficio de técnico cineasta.
Siendo un hombre de gran corpulencia y estatura (1,9 m), gracias a su fidelidad, en 1930 se unió a la guardia privada de Adolf Hitler convirtiéndose en Jefe de los Ayudantes del líder del  nazismo y miembro del círculo de hierro de Adolf Hitler junto a Joseph Dietrich y Joseph Goebbels.
Wilhelm Brückner entre 1936 y 1939 es uno de los asiduos visitantes de la casa de descanso de Hitler en Berghof y fue amigo personal de Margarethe Braun, hermana de Eva Braun.
En 1934, es nombrado Oberstgruppenführer de las SA y después de la Noche de los cuchillos largos va perdiendo paulatinamente su influencia gracias a las intrigas de Martin Bormann siendo destituido en 1940 y reemplazado por
Julius Schaub. 
Se une al Heer y más tarde a las SS donde alcanza el grado de coronel de Heer y General de las SS respectivamente, sobreviviendo a la contienda.
Wilhelm Brückner falleció en la ciudad de Herbsdorf, en la Alta Baviera en 1954 a la edad de 70 años.